# Twelve Sky 2
Twelve Sky 2 est un jeu vidéo de type MMORPG développé par SGData et sorti en 2008 sur Windows.
Se déroulant dans la Chine ancienne, les joueurs de Twelve Sky 2 sont lancés dans une bataille ancestrale entre trois factions guerrières. Centré sur l'émergence d'une quatrième faction, les joueurs doivent se battre pour l'honneur de leur clan ou rejoindre la quatrième faction.
Les développeurs de Twelve Sky 2 ont assisté à la 6e exposition annuelle de ChinaJoy, qui présentait leur jeux, en 2008. À la suite de ChinaJoy, Twelve Sky 2 a également été présenté sur le site udn.com dans leur rapport du 18 juillet 2008.